# Holoplatys desertina
Holoplatys desertina là một loài nhện trong họ Salticidae. Loài này được phát hiện ở Tây Úc và Nam Úc.